# Kraftwerk Rockport
Das Kraftwerk Rockport ist ein Kohlekraftwerk bei Rockport im US-Bundesstaat Indiana. Das Kraftwerk besitzt eine installierte Leistung von 2,6 GW und liegt direkt am Ohio River.
Bis heute hat das Kraftwerk keine nasse Rauchgasreinigung.

## Blöcke
| Block | Leistung | Betriebsaufnahme | Dampferzeuger    |
| ----- | -------- | ---------------- | ---------------- |
| 1     | 1300 MW  | Dezember 1984    | Babcock & Wilcox |
| 2     | 1300 MW  | Dezember 1988    | Babcock & Wilcox |